# 三船敏郎
三船 敏郎（みふね としろう、1920年〈大正9年〉4月1日 - 1997年〈平成9年〉12月24日）は、日本の俳優・映画監督・映画プロデューサー。本名は同じ。第二次世界大戦後の日本映画を代表する名優のひとりで、黒澤明監督作品への出演で知られる。国際的にも知名度が高く、1960年代以降は日本国外の映画にも出演した。1961年と1965年にはヴェネツィア国際映画祭で男優賞を受賞した。

## 来歴

### 誕生から終戦まで

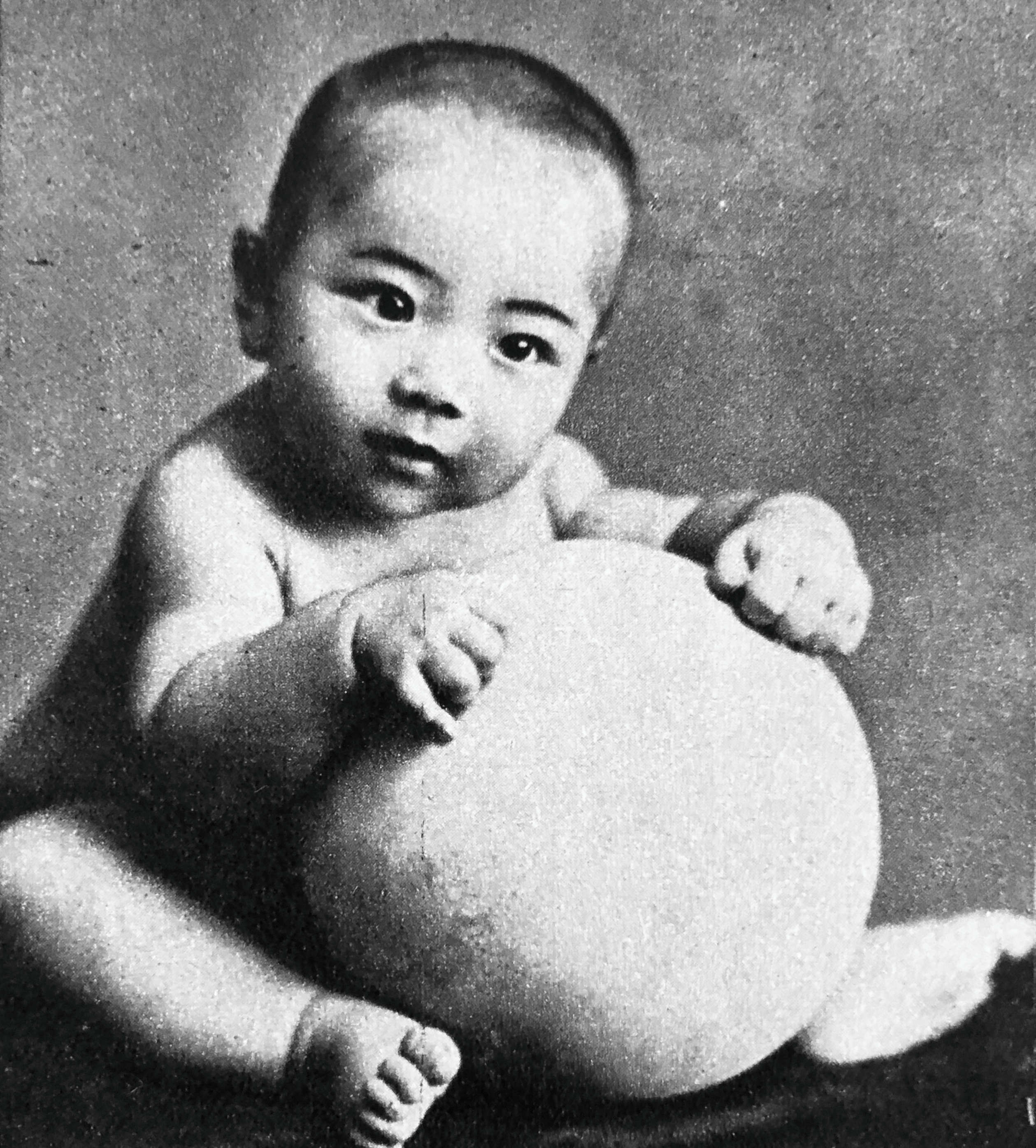
1921年。満1歳のときの写真

1920年4月1日（木曜日）、中国山東省の青島に、父・徳造と母・センの長男として生まれた。三船が生まれた翌年に次男の芳郎、4年後に長女の君子が生まれた。徳造は秋田県由利郡川内村小川（現在の由利本荘市鳥海町小川）の漢方医の息子で、満州に渡って貿易商や写真師となり、青島と営口で三船写真館を経営していた。母は新潟県の旗本だった家柄の生まれである。1925年に家族は日本の租借地だった大連に移住したが、市内で転居が続き、それに伴い伏見小学校、聖徳小学校、朝日小学校と転校した。1934年に三船は大連中学校に入学したが、徳造が病気で入院することが多くなると、彼が経営するスター写真館（1929年に満州の連鎖商店街で開業）の仕事を手伝うようになった。父の目が届かなくなったことで、三船は盛り場で遊んで朝帰りをしたり、映画をたくさん見たりするなど、やりたい放題な生活を送った。

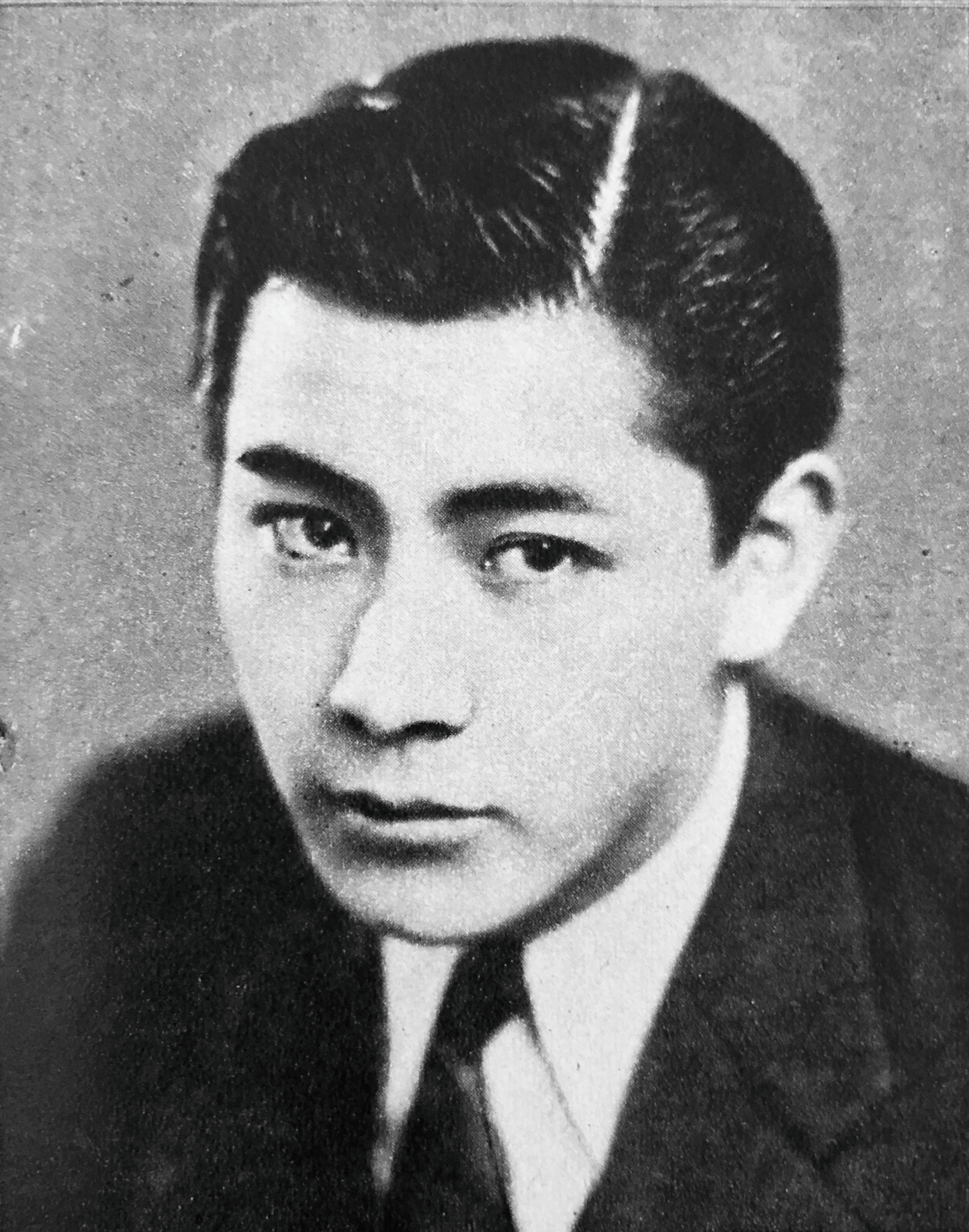
1939年、大連で撮影

大連中学校を卒業した三船は、1940年に徴兵検査で甲種合格となり、陸軍に応召された。三船は広島の宇品港に招集され、初めて日本の土を踏んだが、すぐに貨物船に乗って満州に逆戻りし、公主嶺にある陸軍第七航空教育隊に入隊した。三船はさまざまな軍事訓練を受けたが、「鬼も泣く関東軍」と呼ばれた航空教育隊での上官のしごきは凄まじく、何かにつけて殴られ、声がデカイというだけで殴られることもあった。同隊で三船は写真の経験と知識があることから、写真部に配属された。

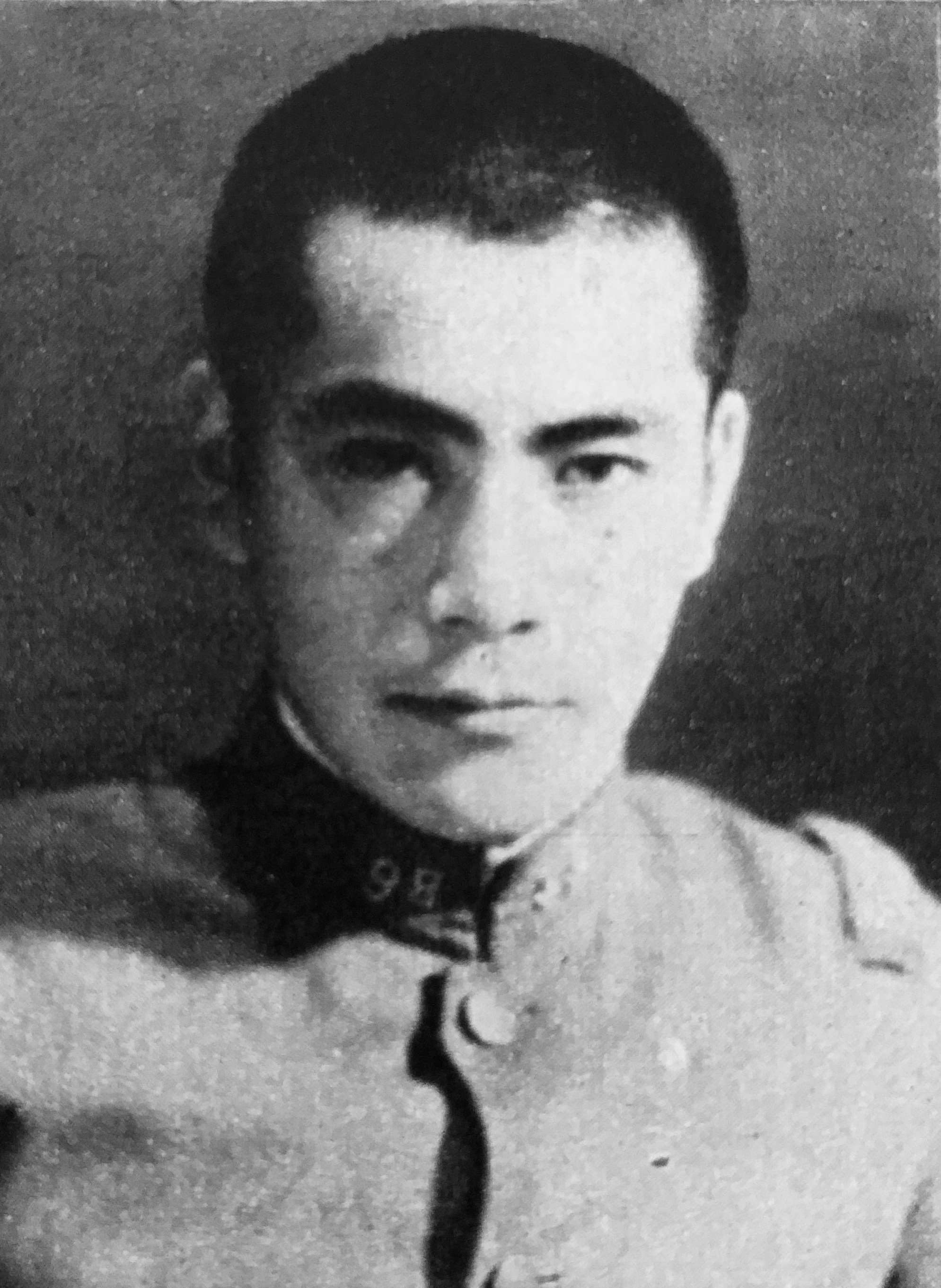
1943年

1941年、三船は牡丹江の第八航空教育隊に転属となったが、すでに引き揚げ準備が進行していたため日本に戻り、滋賀県の八日市飛行場に写真工手として配属された。三船は偵察機が赤外線カメラで撮影した航空写真を組み合わせ、敵地の地図を作成するという仕事に従事し、戦地に赴くことはなかった。しかし、三船は上官に対して反抗的な態度を取っていたため、終戦まで上等兵のまま過ごした。三船は炊事場の責任者でもあり、よく仲間のために料理を作って酒盛りを始め、酔うと必ずバートン・クレーンの「酒が飲みたい」を唄った。後輩兵だった鷺巣富雄（うしおそうじ）によると、古参兵の三船は初年兵をよくかばったりするなど面倒見がよく、少年兵がいじめられているのも見過ごせず、上官が相手でも「お互い階級章を外して、人間対人間で行こう」と喧嘩腰になったこともあったという。
1945年、三船は熊本県上益城郡（現在の熊本市南区城南町隈庄）の小さな特攻隊基地である隈庄飛行場の飛行第百十戦隊に配属された。そこで沖縄の特攻作戦に向かう少年航空兵たちを教育し、彼らが出陣する前に遺影を撮影した。三船は料理の事務もしていたため、翌日に出撃する少年兵のために、なけなしの食糧からすき焼きを作って食べさせたり、酒を飲ませたり、ヒロポンを打って興奮状態にさせたりして送り出した。少年兵が飛び立つ時には、「『天皇陛下万歳!』なんて言うな。恥ずかしくないから『お母ちゃん!』と叫べ」と言ったという。やがて沖縄の特攻隊基地が手薄になり、同地に派遣されることが決まったが、その矢先に8月15日の終戦を迎えた。それまでに両親は亡くなり、弟の芳郎も招集されたため行方が分からず、妹の君子も安否不明だった。それ以外の親戚もおらず、大連の写真館も爆撃で焼け落ちていたため、三船には帰る場所と迎えてくれる家族がいなかった。

### 東宝ニューフェイス
終戦で除隊した三船は、軍隊から二枚の毛布を貰い、汽車に乗って原隊の滋賀県まで向かった。しばらく琵琶湖辺りで遊んでいたが、東京出身の初年兵に誘われて田園調布に居着いたあと、兵隊仲間と横浜の磯子で生活し、芳郎や君子と再会した。その後、芳郎は明治大学に進学したあと自衛隊に入隊し、君子はハワイに住む日系人と結婚した。三船は横浜で進駐軍が飲むコカ・コーラの原液が入ったドラム缶を運ぶ肉体労働に従事していたが、それだけでは将来が不安なため、東宝撮影所撮影部に所属する大山年治を訪ねた。大山は三船の航空教育隊時代の先輩兵で、当時大山に「満期除隊したら俺を訪ねてこい、撮影助手に使ってやるから」と誘われていたが、戦況の悪化で満期除隊がなくなり、その話は口約束のままとなっていた。大山を訪ねた三船は、約束の撮影助手採用を頼み込んだが、東宝撮影部は定員がいっぱいで空きがなかった。そこで大山は、ちょうど募集していた第1回東宝ニューフェイスに合格して入社すれば、あとで空きが出たときに撮影部に入れてあげると助言し、三船はその言葉を信じて渋々ニューフェイスの試験を受けることに決めた。
1946年6月、三船はニューフェイスの面接試験を受けたが、審査員に「泣いてみろ」と言われても「悲しくないのに泣けません」と言い返したりするなど、不機嫌な態度を取ったため顰蹙を買った。試験会場に居合わせた高峰秀子によると、三船の振る舞いはほとんど無礼に近く、審査員の質問にはロクに返事もしなかったというが、そんな三船のふてくされた態度は「照れ隠しだった」としている。最終的に三船は補欠で採用されることになり、応募者4000人の中から選ばれた、男性16人、女性32人の合格者の一人となった。同期には堀雄二、伊豆肇、堺左千夫、久我美子、若山セツ子、岸旗江、のちに三船の妻となる吉峰幸子などがいた。しかし、三船のニューフェイス採用の経緯については諸説ある。
黒澤明によると、審査委員長の山本嘉次郎は三船を推していたが、当時の東宝は労働組合の発言力が強く、審査委員も映画製作者側と組合側の半数ずつで構成されており、その投票による決議で不合格となったため、黒澤たちが「俳優の資質を見極めるのに専門家と門外漢（組合側）が同じ一票ではおかしい」と抗議し、結局山本が「監督として責任を持つ」と発言したことで合格になったという。東宝宣伝部の斎藤忠夫も、三船採用を山本が唱え出したが、反対を唱える人もおり、山本の主張を後押ししたのは黒澤などだったとしている。
撮影監督の山田一夫によると、大山に紹介された三船を見て、頑丈そうな体格のため撮影部で使えると思い、山本に頼んで試験を受けさせたが不合格となり、審査員の一人である撮影監督の三浦光雄とともに再度山本に採用を頼み、「ニューフェイスの末席にでも彼を置いて欲しい、撮影助手が必要になれば撮影部で引き受けるから」ということで話がつき、採用されたという。撮影課の前田実によると、三船の採否で糾弾していた時に、三船の本当の人柄を知る大山の証言を山本に伝えたのが採用につながったとしている。三船本人によると、一回不合格となったあと、三浦の口添えでもう一回試験をすることになったというが、山本が拾ってくれたことについては否定し、「山嘉次先生（山本嘉次郎）は僕を落としたほうですよ。態度悪いと言って…」と述べている。

### 映画俳優としての活躍

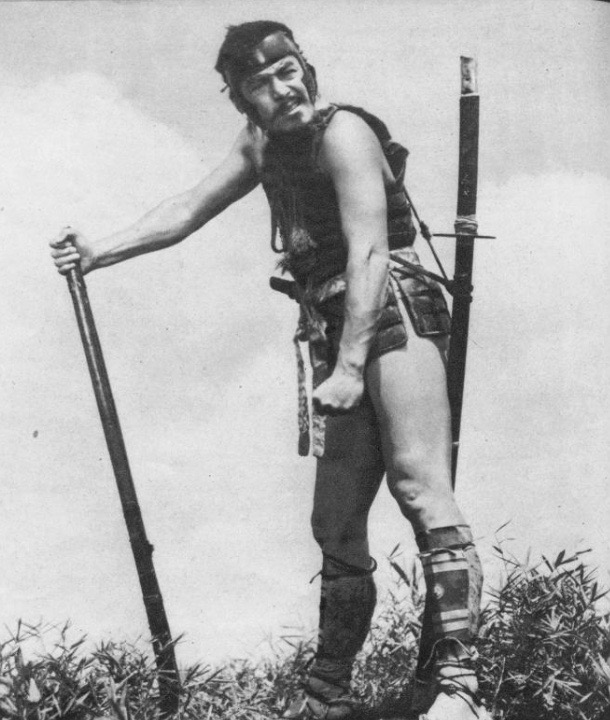
『七人の侍』（1954年）

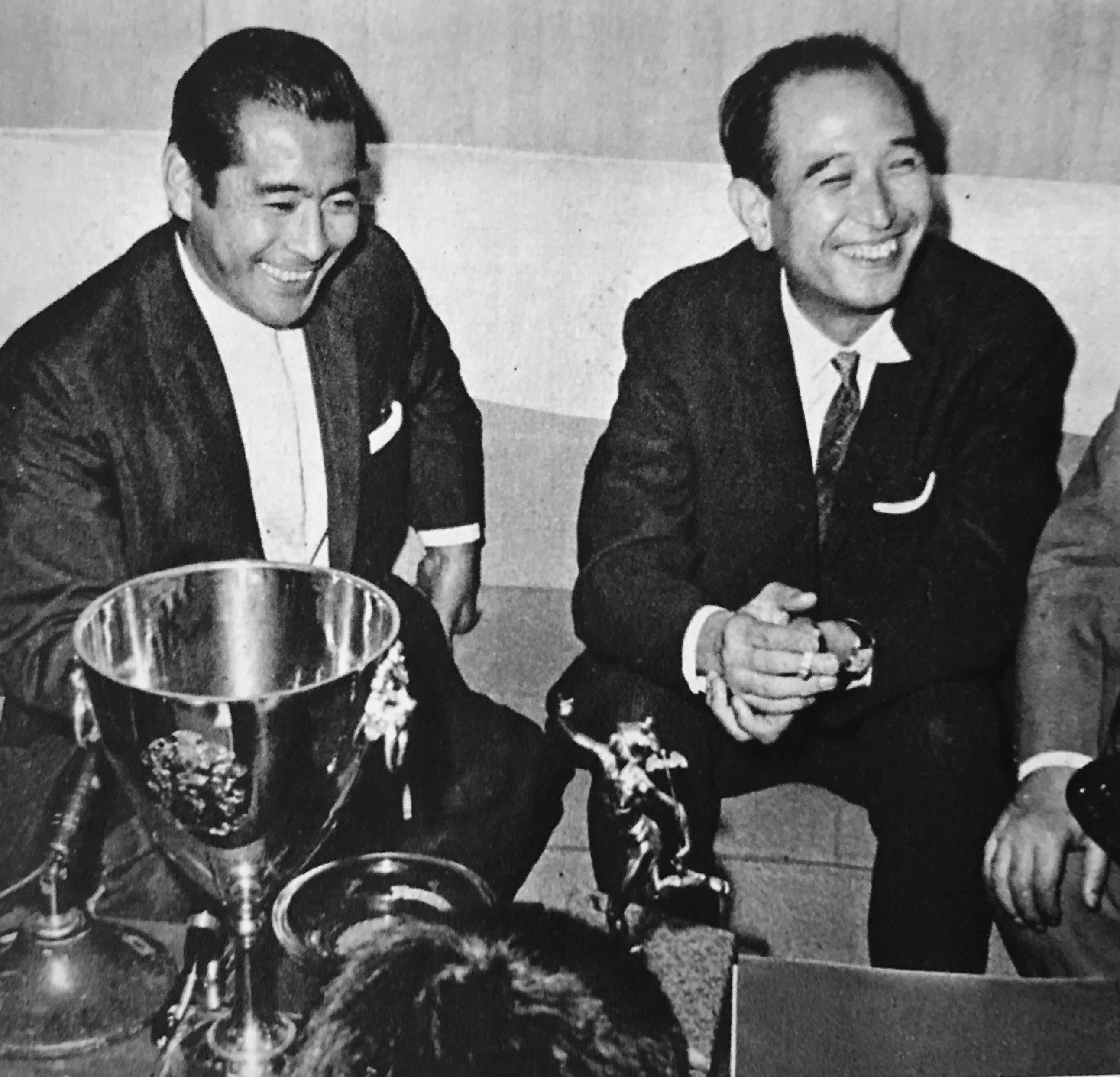
『用心棒』の演技によりヴェネツィア国際映画祭の男優賞を受賞。三船と黒澤明（1961年9月7日）

1946年7月、三船は田中栄三が校長を務める俳優養成所に入り、半年の養成期間を過ごした。その間に斎藤寅次郎監督の『婿入り豪華船』にエキストラでの出演が決まり、井戸の中に落ちる男性の役を貰ったが、三船の体重が重すぎて釣瓶が持ち上がらず、役を交代させられた。しかし、折から東宝争議が突入して多くのスター俳優が退社したため、三船などのニューフェイスが早くも主演級で起用されるチャンスが生まれた。三船のデビュー作は谷口千吉監督・黒澤明脚本の『銀嶺の果て』（1947年）で、雪山に逃げ込む銀行強盗三人組のひとりという主演級の役を演じた。谷口によると、三人組のうちの若い男のキャスティングに悩んでいたとき、偶然小田急の電車内で三船を見かけたのがきっかけで起用を決めたという。三船は谷口のオファーに対して「僕は俳優になる気がありません。男のくせに、ツラで飯を食うというのはあまり好きじゃないんです」と断ったが、谷口は当時着る物をほとんど持っていなかった三船に背広を新調してプレゼントするという条件を出して説得し、それで三船は出演を決めた。
1948年、デビュー3作目・黒澤明監督『醉いどれ天使』に、主役の一人として破滅的な生き方をするヤクザ役で登場した。この作品により三船はスターとなる。しかし、東宝争議が激化したため撮影部転属を諦め、黒澤、志村と共に『酔いどれ天使』の舞台実演で全国を巡業する。
以後、三船は15本の黒澤映画に主演した。『羅生門』はヴェネチア国際映画祭でグランプリにあたる金獅子賞を受賞し、『七人の侍』では英国アカデミー賞主演男優賞にノミネートされ、『用心棒』と『赤ひげ』ではヴェネツィア国際映画祭男優賞を受賞する等、世界的に高い評価を獲得した。黒澤は三船に自分の演じたいように演じさせており、三船が立てた演技プランを採用することも多かった。『七人の侍』で演じた菊千代の演技プランも、三船のアイデアによるものだった。野上照代によると、撮影中でも黒澤は三船の演技に注文をつけたことは無く、およそ、批判的な眼で三船を見ることは無かったという。

### 海外からのオファー

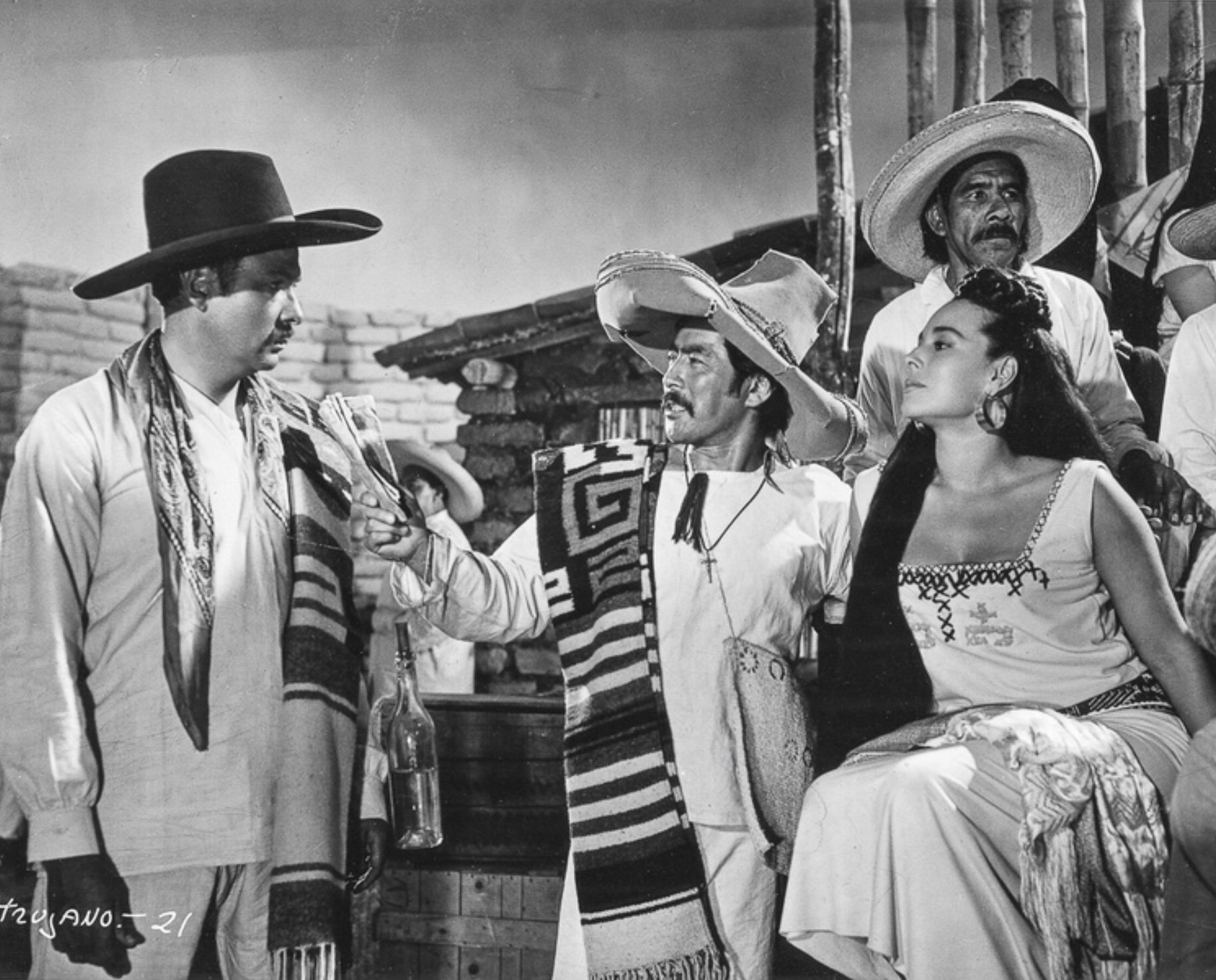
『価値ある男』（1961年）の三船（中央）。

『羅生門』『七人の侍』『用心棒』『赤ひげ』などで黒澤明とともにその名が世界中に知れ渡った三船敏郎は世界中からオファーが舞い込むようになる。海外からの出演依頼はものすごい数になったと言われており、共演を熱望するスターも多かったが、三船は日本映画の出演を優先し、ほとんどの依頼を断っている。
1961年、初の海外主演作品となるメキシコ人監督イスマエル・ロドリゲスによる『価値ある男』にメキシコ人役で主演。この映画は主人公のメキシコ人を日本人が演じるという奇抜なアイデアであるにもかかわらず、1962年のアカデミー賞に外国語映画部門でノミネート、1961年に『用心棒』と併せてブルーリボン賞で主演男優賞を受賞、日本映画記者会賞最優秀男優賞受賞、1962年のゴールデングローブ賞に外国語映画部門でシルバーグローブを受賞、同じく1962年のサンフランシスコ国際映画祭でベスト・フィルム部門でゴールデン・ゲート・アワードを受賞するなどの結果を出す。また、この時の国際的活躍により1961年ブルーリボン賞特別賞を受賞した。
1966年、3部門でアカデミー賞を受賞したカーレース映画『グラン・プリ』で初めてハリウッド映画に出演し、この際のステージ建設で示した日本映画人としての情熱を評価されてブルーリボン賞特別賞を受賞した。その後も、『太平洋の地獄』や『レッド・サン』、『太陽にかける橋/ペーパー・タイガー』などで海外のスターと共演する。

### 三船プロダクション時代

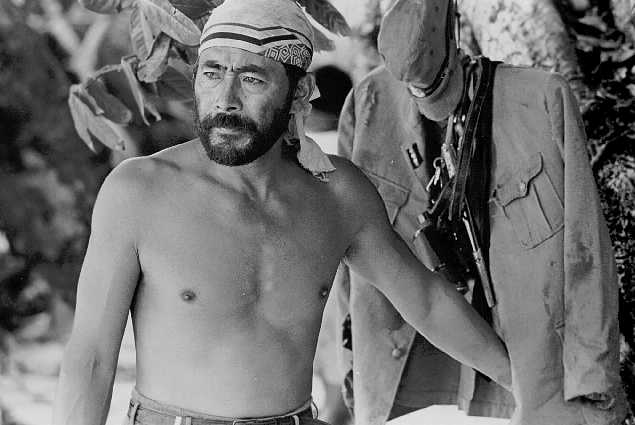
『太平洋の地獄』撮影中の三船敏郎（1968年）。

1962年、日本映画産業の再興のために、三船プロダクションを設立して、翌年には兵庫県宝塚市にある宝塚映画（現・宝塚映像）にて、映画『五十万人の遺産』を自らの主演で初監督した。『五十万人の遺産』は1963年の日本映画の興行成績で7位となるが、唯一の監督作品となった。
1966年、東京都世田谷区成城と調布市入間町にまたがる敷地に、時代劇も撮影できるオープンセットのある撮影所を建設。五大映画会社並みの規模のプロダクションとなる。
1968年には、三船プロダクションと石原プロモーションの合同制作の映画『黒部の太陽』を主演。1969年、監督に稲垣浩を迎えて、中村錦之助、石原裕次郎らとともに『風林火山』を作った。この2作品はそれぞれ、その年の日本映画の興行成績1位となる。
『桃太郎侍』（1967年、日本テレビ系、主演：四代目尾上菊之助）を皮切りに、『荒野の素浪人』（1972年、NET系）、『大忠臣蔵』（1971年、NET系）、萬屋錦之介主演『破れ傘刀舟悪人狩り』（1974年、NET系）などのテレビドラマも制作した。
1975年、ドイツのミュンヘンで日本料理店「ジャパン・レストラン三船」をオープンし、経営した。
1977年から1978年には、『日本の首領シリーズ』で初めて東映作品に出演した。
1984年に三船プロの撮影所を閉鎖し、経営縮小を余儀なくされたが、現在も三船プロダクションは小規模ながら活動している。

### 結婚と離婚裁判
三船は1950年、東宝第一期ニューフェイスで同期だった女優・吉峰幸子と結婚、同年に息子の三船史郎をもうける。幸子は四十五年にわたる結婚生活を、「次男坊（武志）が十歳になるくらいまではよかった」と、友人に語っており、1970年あたりまで夫婦関係は順調だったことがうかがえる。1970年代に入ると夫婦関係は冷め切ったものとなり、三船の酒乱に悩まされた幸子により、三船は家から追い出される。
その後、三船は女優・喜多川美佳と交際し、1974年に来日した米フォード大統領を迎賓館に招いた歓迎晩餐会では喜多川美佳を妻として同伴して出席している。1982年、喜多川との間に娘（三船美佳）をもうけ、喜多川の芸名である「美佳」を娘にそのまま付けた（喜多川の本名は大野照代）。娘・美佳が生まれて間もないころ、三船は喜多川と娘・美佳を連れてマスコミの前に現れて親子三人の写真を撮らせている。娘の美佳とはかなり年が離れているため、親子というよりはむしろ孫と祖父に見られる事も多かったという。
1992年に心筋梗塞で倒れたのをきっかけに、三船は喜多川美佳から関係を解消され、三船の看病を希望した幸子のもとに戻った。それ以後、幸子は時節体調のすぐれない三船を支え、円満な夫婦関係であったという。1995年、幸子が死去し、45年間の結婚に幕が下りた。

### 晩年・死去

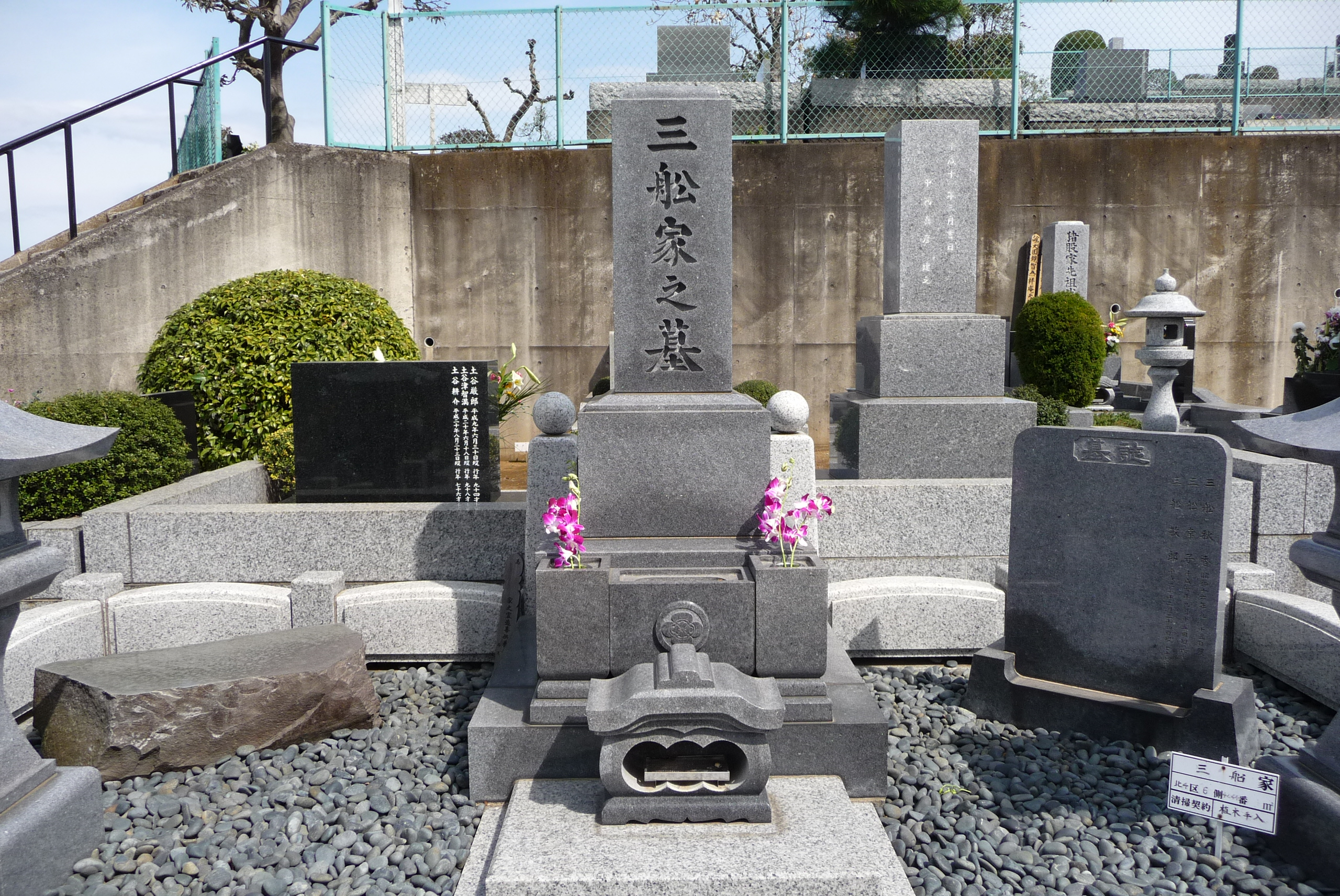
神奈川県川崎市多摩区南生田8-1-1, 春秋苑内・三船家の墓

晩年は脇役を演じる事が多くなり、山田洋次監督の『男はつらいよ 知床慕情』（1987年）で頑固者の老獣医師を演じてブルーリボン賞助演男優賞を受賞したほか、市川崑監督の『竹取物語』（1987年）で竹の造翁、熊井啓監督の『千利休 本覺坊遺文』（1989年）で千利休を演じた。1990年代に入ると体調がすぐれないことが多くなり、晩年は軽度のアルツハイマー型認知症を発症していたといわれ、1995年に公開された『深い河』が最後の出演作となった。
1997年12月24日午後9時28分、全機能不全のため東京都三鷹市の杏林大学医学部付属病院で死去。77歳だった。国内のみならず、フランスやイタリアの国営放送のニュース番組でもその死をトップニュースで報じた。外国報道機関がトップニュースで日本の俳優の死去を報じたのは過去に例がない出来事だった。アメリカのタイム誌でも三船の死を大きく取り上げている。
生前の意向で葬儀は執り行われず、1ヶ月後の1998年1月24日に三船プロ・黒澤プロ・東宝の合同葬という形で青山葬儀所でお別れの会が営まれた。祭壇は黒澤映画の美術監督として有名な村木与四郎がデザインし、『蜘蛛巣城』をイメージした背景に、三船が演じた鷲津武時の兜を飾ったものになっていた。お別れの会には谷口千吉、岡本喜八、熊井啓、堀川弘通、千秋実、香川京子、八千草薫、久我美子、三橋達也、中野良子、竜雷太、松岡功東宝会長、岡田茂東映名誉会長ら約1800人が参列したほか、スティーヴン・スピルバーグ、アラン・ドロン、チャールトン・ヘストン、マーロン・ブランドら世界各国の映画人から弔電が寄せられた。当時患っていた黒澤は参列できず、代わりに三船の長男・史郎が託された弔文を読んだ。

### 死後
2014年、京都国際映画祭で国際的な影響力を持つ俳優に贈られる賞として三船敏郎賞が設けられ、第1回は役所広司、第2回は仲代達矢、第3回は阿部寛が受賞した。
2016年、スティーヴン・オカザキが監督した三船のドキュメンタリー映画『MIFUNE: THE LAST SAMURAI』が公開され、第72回ヴェネツィア国際映画祭で上映されて高評価を得たほか、ロンドン映画祭、京都国際映画祭などで上映された。

## 人物

### 演技

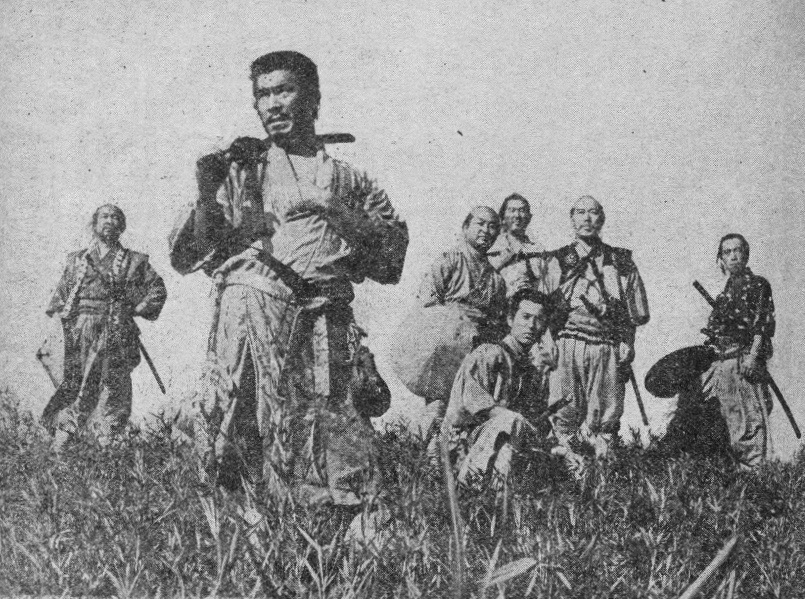
三船演じる菊千代ほか七人の侍

三船のノートには、細かく丁寧な字で演技プランがびっしり書き込まれており、『七人の侍』の菊千代や『用心棒』の桑畑三十郎などの地でやっているように見える演技は周到に計算されたものだった。
アクション俳優としての一面もあり、その軽快な体さばきや体格の良さで迫力のあるアクションをすることも多い。特に、殺陣の腕前に関しては、黒澤をして「殺陣のオリンピックがあれば金メダルがある」と言わしめるほどである。殺陣師の宇仁貫三は、三船の殺陣の特徴として、迫力と眼光の鋭さをあげる。撮影で切りに行こうとしても、なかなか行けなかったという。さらに立ち回りでは、生身に当てて、その反動で次の相手を切っていたという。終わった後、ミミズ腫れが今日は何本入ってるか、数えていたと語っている。
また、『用心棒』における三船の殺陣は凄まじく早かったことを黒澤明は後に述べている。撮影時に三船が本気で刀を振ったら速すぎて太刀筋がカメラに映らなかった。フィルムのコマひとつひとつには光が流れているだけのように見え、映してみてはじめて刀の動きがわかる程度だった。『価値ある男』ではメキシコの軽快なダンスをそつなくこなしている。2007年、米誌「Entertainment Weekly」の「25 Awesome Action Heroes（尊敬すべきアクションスター25人）」に選ばれた。また、『無法松の一生』では太鼓の腕前を披露した。大部屋俳優の中島春雄は、三船の立ち回りでは本物と同じ作りの鎧を竹光でへこませていたと証言している。
中島によれば、三船はテープレコーダーを用いてセリフを覚えていたといい、現場に台本を持ち込むことはなかったと証言している。

### 思想
元来は俳優業を「男は顔で売るべきではない」と嫌っていたが、後に「俳優は人間の屑ではない。人間の宝石が俳優になるのだ。何故なら神なくして人間を創造するには、人間の屑では出来ないはずだ」と俳優業を誇るようになる。三船は、撮影現場に遅刻したことが一度もなく、撮影に入る前に台詞・演技を全て体に覚えさせ、撮影に台本を持参しないことも多い、という高いプロ意識でも知られた。『用心棒』の三船は本当に人を斬る気迫で殺陣をしており、殺陣の最中、三船は呼吸を止めていて、カットの声がかかると肩で息をするので、共演した司葉子が当時を振り返り、撮影中の三船は命がけで演技をしていたと語ったエピソードもあるほどである。
また、三船は日本人であることに誇りを抱いており、「私は日本と日本人のためにこれからも正しい日本人が描かれるよう断固戦っていく」と語っている。

### 性格
映画では『七人の侍』の菊千代のような豪放磊落な役を演じることが多く、実際そのような一面があった。酒癖が悪いことでも知られ、飲むと性格が一変した。酔ってタクシー内で安藤昇に殴りかかると逆に車外へ蹴飛ばされ更に殴り捲られ完全に伸びてしまい、翌日は派手に顔が腫れたままで撮影にならなかったというエピソードもある。浜美枝は、三船について「お酒さえ入らなければ、本当にやさしくていい人なんですけどねえ」と語っている。中島春雄によれば、三船と飲んでいた際に絡んできたヤクザに対し、自宅からライフルを持ち出してきたこともあったという。
一方で、東欧のベテラン女性学芸記者との対談で、彼女に「私はミフネが世界で一番好き。だってセクシーでキュートだもの」と言われて顔を赤らめたこともあった。三船が助演で6度目のブルーリボンに輝いた際には、「まさか賞をいただけるとは思わなかった。寅さん（『男はつらいよ 知床慕情』）ですよね? 手応えあったかと言われても『竹取物語』と掛け持ちでちょっとしか出てなかったし、俺はああいう無骨な役しかできないし」と三船にとっても驚きと戸惑いの方が大きかったようで、受賞インタビューでは「まあ、いただけるものならありがたく頂戴しますよ」と最後まで照れていた。
三船はトップスターながら偉ぶらず、付き人もなしで、自分で車を運転して撮影所に現れて、誰に対しても気取らずに親しんで挨拶をした。エキストラにも挨拶をするので、スタッフがあわてたという。
スタッフの荷物運びや、ロケ終わりの後片付けを手伝うなど気さくな性格でもあった。『銀嶺の果て』の雪山での撮影では、重い撮影機材を率先して山へ運び、撮影助手の仕事まで手伝ったという。ある時、ロケ隊において皆に混じって荷物の整理を手伝う三船に、淀川が「あんたはそういう事しちゃ駄目よ、スターなんだから」と言われるも、三船は「だって俺、手空いてるもん?」と言ってせっせと作業を続けたという。ある海外の記者も、「彼（三船）の個性からにじみ出る簡素な自然の心で、温かくありのままに人と同じ目線で駆け引きなしで接した。将軍（三船）から発せられるオーラにより、会って数分で人はだれでも彼のことを好きになってしまう。私とも昔からの友人かの如く話をしてくれた。」と三船の気さくさを書いている。『黒部の太陽』では、撮影中にNGを出した翌日はスタジオの掃除を行うなどスタッフの手伝いをしていたが、「すみません」とは言うことはなかった。『男はつらいよ 知床慕情』の撮影現場でも三船は周囲に気を遣い、運転してきたキャンピングカーにスタッフや役者を呼んでお茶会を開いたという。中島春雄は、三船はスターだからといって気取ったところのないいい人であったと述懐している。
黒澤映画の撮影では、長時間たくさんのライトにさらされることがある。ライトの熱で着物が焦げ、煙が出ることもあったが、三船はそれでも微動だにせず待機していたという。このように、どの現場でも待つことを嫌がらず、苦情もまったく言わなかった。スタッフにもプレッシャーがかからないようにしていた。
中島によれば、金銭的な余裕はあったものの、ギャラで不当な扱いを受けると怒ることが多かったといい、『太平洋の地獄』で共演者のリー・マーヴィンとギャラに差がつけられていたことに憤っていたほか、三船プロダクションを設立したのもアリナミンのCMでの収入の半分以上を東宝が持っていったことが理由であったという。

### 趣味・私生活
車を趣味としており、1952年型MG TDを45年間愛用。その他、米映画『グラン・プリ』出演の際買い求めた1962年型ロールス・ロイス・シルヴァークラウドなど多数を所有した。レーシングカーデザイナーのピート・ブロックとは懇意の仲で、1967年にはブロックが日野・コンテッサをベースに開発した「サムライ」を、三船がチーム監督を務める形でレースに出走させる話が持ち上がり、実際に富士スピードウェイにマシンを持ち込んだが、車検で不合格となり出走できなかったというエピソードもある。
また、モーターボートを所有するほどの船好きでもあり、ジャパン・モーターボートクラブの会長に就任していたこともある。1958年の狩野川台風で都内の仙川が氾濫し、自宅周辺の成城近隣が水没したときは、近隣の水没した世帯の取り残された住人18名を、自宅に所持していたモーターボートで成城警察署の署員と共に救出した。後日、消防庁が感謝状の授与式を大々的に行おうとしたが、三船は断りマスコミへの公表も差し止めた。
軍隊で炊事をやっていたこともあり、料理を得意としている。軍隊時代にシュークリームを作ったことがあり、この頃に9コースの中国料理も身につけ、後年その腕前を身近な人々に披露していた。中島春雄によると、一ヶ月にも及ぶ宿泊がざらだった御殿場でのロケでは、三船が肉や野菜を買ってきて自ら包丁を振るい、大鍋で豚汁を作ってロケ仲間に振舞うのが恒例で、弁当は握り飯しか出なかった現場で大好評だったそうである。また、三船の自宅を訪れた際も三船自ら料理を振る舞ったという。
三船プロダクションの事務所や撮影スタジオの掃除は自ら進んでする（訪問者が三船本人と気付かなかったという逸話がある）程の掃除好きでもあった。ほかにも毛布からズボンを作るなど裁縫もこなし、達筆であるなど器用な一面もある。中島春雄によれば、三船プロで皆が脱いだ草履を一つ一つきれいにしたり、風呂掃除なども行っていたという。
銀幕の外では、洋装をよく着た。その洗練された着こなしは現在のファッション界にも影響を与えている。例えば、ポロシャツのボタンをいちばん上まで残らず留めたり、ズボンの裾を折り返してスウェードの靴を履いたり、長すぎる髭にスリーピースのスーツを合わせるという先進的な服飾を取り入れていた。「ヨーロッパ人でも稀なほどにスーツを着こなし、アメリカ人にもそうはいないほどスポーツウェアが似合った」と評される。新旧折衷、和洋折衷であり、服飾においても、グローバル性を纏っていた。

### 交友関係
三船と志村喬は『銀嶺の果て』を皮切りに51本の映画と2本のドラマ（2本とも三船プロダクションのドラマ）で共演した。黒澤作品では、三船と志村は対照的な役柄を演じることが多い。三船は志村夫妻を実の両親のように慕っていたという。デビュー後まもなくは志村の自宅に下宿していた（当時の三船への手紙にははっきりと「志村喬方」と明記されている）。土屋嘉男によると、志村は三船にとって親代わりのような存在で、ロケの時はいつも志村と三船が同室だったという。この親子のような関係は、黒澤が『醉いどれ天使』の頃になんとなく、志村に三船の親代わりを頼んだことに起因しているという。最後の共演は熊井啓の「お吟さま」で三船は豊臣秀吉、志村は千利休で出演。三船が所帯を持ってからも志村家と家族ぐるみの親交が続いた。三船が亡くなる前、志村喬の妻・島崎政子が三船を見舞い、「三船ちゃん、しっかりしなさいよ!」と耳元で励まして頬を叩くと、三船の目から一筋の涙が流れたという。
三船と山村聡は、映画で5本とテレビドラマで1本共演している。山村と三船の初共演は1953年公開の谷口千吉監督による映画『吹けよ春風』だった。『太平洋奇跡の作戦 キスカ』と『日本のいちばん長い日』では三船主演、山村準主演の立ち位置として描かれている。三船が山本五十六として特別出演している『激動の昭和史 軍閥』では山村も特別出演している。1977年に公開された映画『人間の証明』に三船が特別出演しているが、1978年に放映されたテレビドラマ『人間の証明』で三船が演じた役柄を山村が演じている。（山村も特別出演という位置づけで出演）山村と三船の最後の映画共演作品は1978年4月1日公開の中島貞夫監督による三船プロダクション製作による映画『犬笛』であり山村は海上保安庁長官で特別出演している。1979年にテレビ朝日系で放映された『赤穂浪士』では山村は千坂兵部役で特別出演しており三船は第三十回「大石 東下り」で特別出演している。
岡本喜八監督とはお互いの貧乏時代からの友人で、俳優と監督でのコンビだけでなく、喜八プロに三船プロのセットを融通したりの友情が長く続いた。下宿に住んでいた頃の三船は繕い物が上手で、岡本の談話によると、三船は軍用毛布を材料にズボンを自作していたという。大映＝勝プロ作品『座頭市と用心棒』で、勝は三船を立てるためにもっとも信頼の深い盟友として岡本監督を指名したが、この作品名で「用心棒」という言葉が使われたことに立腹した三船は、これ以降岡本作品にも出演しなくなる。三船プロは計13本の映画を製作したが、うち3本を岡本が監督しており、他の監督は全て1本ずつである。

## 逸話
- 初期は似通った役（強盗やヤクザ）を立て続けに演じており、特に『酔いどれ天使』での松永が鮮烈で、街中で三船を見かけた暴力団員が道を開けてお辞儀をしたというエピソードがある[79]。
- 『黒澤明語る』によれば、黒澤映画の中で若い頃の三船の地の性格に一番近かったのは『七人の侍』の菊千代だったという。三船本人も撮影前から「これは私ですね」と感激していたという。なお、最初剣の達人・久蔵役に三船を予定していたが、シナリオが進むにつれて百姓と侍を繋ぐジョーカーが必要なことに気が付き、菊千代という三船の性格を元にした役が作られた[80]。
- 1954年に『七人の侍』において菊千代を演じた際、実際の撮影現場は2月の真冬で、その上土砂降りの豪雨の中で地肌に鋼の鎧を着て殺陣を行ったが、風邪をひかなかった[80]。
- 1962年『椿三十郎』の撮影で、2月の寒いときに斬られ役たちがバケツ一杯の血糊をかけられ凍えながら横たわっていた。そのことを知りながら若侍役の役者がラーメンを夜食に食べていたのを知り、その後の若侍を殴るシーンの撮影で本気で殴ったという。そして、寒い中で屍になって横たわってる人間がいるのに、自分らばかりが暖かいラーメンを食うなんて冗談じゃないと、あとで叱ったという[51]。
- 映画の撮影の合間に砧撮影所から自宅まで甲冑姿のまま車を運転して帰り、周囲の度肝を抜いた[81]。
- 三船敏郎は『価値ある男』でスペイン語のセリフを全部覚えて撮影に臨んだが、ネイティブによる吹き替えが使われた[82]。同作では三船がメキシコのダンスを踊るシーンがある。
- フランスで三船がボート遊びをしていたときに近くを客船が通って、ボートに乗っているのが三船だと分かると、客船の乗客が全員デッキに集まって来て "ミフネ!ミフネ!!"と叫んで手を振り、三船も手を力いっぱい振って答えたという。アメリカでボートに乗っていた時にも同様のエピソードがあり、隣に豪華客船が通り、その客船の乗客の1人が三船敏郎を見つけ、船中大騒ぎで 「ミフネー! ミフネー!」と乗客たちが手を振ってきた[83]。
- 三船がアメリカに行った際に、空港で空港税関係員に「Do you have any spirits?（あなたは蒸留酒を持っていますか?）」と質問され、「Yes! I have Yamato-Damashii!（そうだ、俺は大和魂を持っている）」と堂々と答えたことがある[84]。
- 三船美佳は自身の幼少時を振り返り、「父が映画を撮りたがっていた『孫悟空』のストーリーを、寝る時によく父から聞かせてもらいました。でもいつも話してるうちに熱くなっちゃって、（孫悟空になりきって）棒を持って暴れはじめるんです（笑）」とのエピソードを披露している[85]。
- 香川京子は、『悪い奴ほどよく眠る』の撮影中に顔にけがをしたとき、三船が病室の前のドアに立ちふさがり、病院に駆けつけたマスコミの取材を断ってくれたという。後でそのことを知り、人のために一生懸命になってくれる方だと思ったという。またロケのスタッフにも、荷物運びを手伝うなど人気があり、特に女性ファンが多かったと語っている[51]。
- 三船が亡くなった際、国民栄誉賞を与えるという話があったが、2023年現在受賞には至っていない[86]。司葉子は当時の橋本龍太郎首相に、三船になぜ国民栄誉賞をあげないのかと直訴している。しかし、当時中国人とのスキャンダル対応に追われていた橋本から、「三船さんに賞をあげると僕がスキャンダルを書かれるから」と、はぐらかされてその話は消えたと言っている[51]。

## 世界のミフネ
1951年に『羅生門』がヴェネツィア国際映画祭で金獅子賞を受賞し、クロサワとともにミフネの名も世界に知れ渡った。世界中のトップスターたちから「最も尊敬する俳優」と慕われ、共演を熱望された。1961年に初の海外作品『価値ある男』（メキシコ映画）に主演して以来、多くの海外映画にも出演している。
- チェ・ゲバラは『用心棒』に感銘を受け、桑畑三十郎の恰好までするほどのファンであった[87]。
- マーロン・ブランドは飛行機に乗っていた際、三船が同乗している事を知るや自分から挨拶に行ったという[88]。
- ジョージ・ルーカスは、『スター・ウォーズ』（1977年）の初期構想で、オビ＝ワン・ケノービ役に三船を起用することを考えていたが、その後にキャラクター設定が変わって厳粛な雰囲気を持つ俳優が演じる必要が出てきたため、三船ではなくアレック・ギネスを起用することになった[89]。また、三船は『グラン・プリ』と同時期にオファーを受けた『007は二度死ぬ』（1967年）の出演を断っており（代わりにその役を丹波哲郎が演じた）[90]、『ベスト・キッド』（1984年）のミヤギ役も断っている（代わりに出演した日系人俳優パット・モリタはアカデミー助演男優賞にノミネートされた）[91][92][注釈 4]。
- 米国人に最も有名なのはテレビドラマ『将軍 SHŌGUN』（1980年）の将軍役で、ミフネ＝サムライのイメージが固定した。1980年代のアメリカの人気テレビ『サタデー・ナイト・ライブ』ではジョン・ベルーシが『用心棒』の主役の物まねで人気を博した。ベルーシは『1941』で三船と共演しているが、直接の絡みは無い。
- 『マトリックス・リローデッド』『マトリックス・レボリューションズ』には、「ミフネ船長」なる人物が登場した。また『リローデッド』にてローレンス・フィッシュバーン演じるモーフィアスが日本刀を手にして大立ち回りする場面は、三船にオマージュを捧げたものである[95]。ちなみに主演のキアヌ・リーブスは2015年米制作の三船のドキュメンタリー映画『ミフネ:ザ・ラストサムライ（英語版）』にてナレーションを担当している。
- 『シャドウ・オブ・ウルフ』の出演オファーが来たドナルド・サザーランドは、三船の出演が決まっていると聞き、脚本を読まずに出演を決めたと語っている。
- 三船の海外映画出演のギャラに関しては、『グラン・プリ』に出演の話があったときに、東宝のロサンゼルス支局の渡辺毅が、『グラン・プリ』のプロデューサー、エドワードルイスと交渉したものが、それ以後もベースになったという。当時、東宝からの出演料は600万円だったというが、これでは安いと判断した渡辺は、出演料は30万ドル（当時のレートで1億800万）であるとルイスにふっかけ、それを相手が承知したという[51]。
- ソーレン・クラーク＝ヤコブセン監督のデンマーク映画『ミフネ』（1999年）のタイトルは三船から付けられた[96]。映画では子供たちが「ミフネごっこ」というチャンバラ遊びをしていたことが描かれているが、監督自身も子供時代に『七人の侍』の三船に夢中になり、ミフネごっこを実際にしていた[96][97]。
- 三船が他界した翌年のアカデミー賞授賞式のメモリアル映像では、三船の映像が映し出された時、大きく拍手喝采が起こった[39]。この映像集に登場したことは、三船がアカデミーの会員であったことを証明している。ある年のアカデミー賞授賞式のレッドカーペットでのセレブインタビューで「好きな日本の俳優は誰ですか？」と聞いたところ、ほとんどのセレブが「トシロー・ミフネ」の名をあげた。「他に誰がいるっていうの？」というセレブもいたという[39]。
- 1983年、シカゴで「三船敏郎フェスティバル」が開催され、翌年の1984年にはニューヨークでも開催された[70]。
- アメリカで三船のエージェントをしていた飛鳥井雅昭によれば、三船は深夜に英語の読みをカタカナで書く事で英語の台詞を覚えていたが、負担が大きく「毎回これでは死んでしまう」と述べていたとされる[98]。

## 家族
- （本妻）吉峰幸子（昭和21年東宝ニューフェイス第1期として吉峰幸子の本名でデビューした女優[99]）
  - （長男）三船史郎（俳優、三船プロダクション社長）
    - （孫・長男）三船力也（三船プロダクション所属の俳優[100]）

  - （次男）三船武志
- （妾）喜多川美佳（女優）
  - （非嫡出子）三船美佳（女優）

## 評価

### 映画監督
- 黒澤明

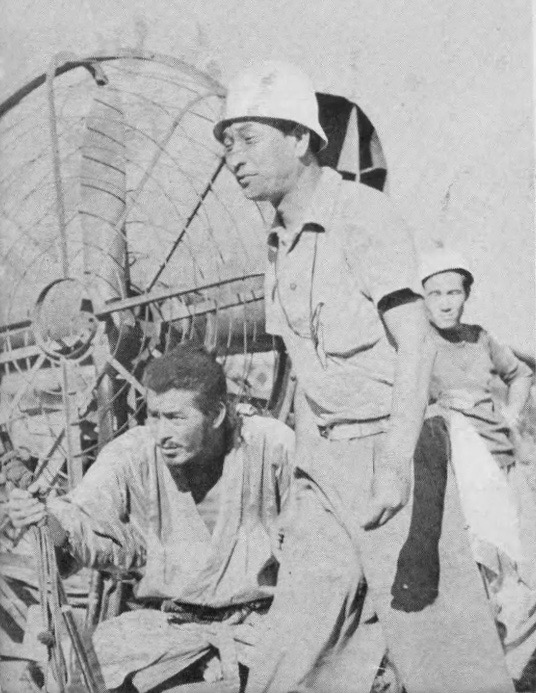
三船と黒澤明。『七人の侍』の撮影現場にて。

  - 『酔いどれ天使』での三船について、「それまでの日本映画界では類のない才能であった。とくに表現力のスピードは抜群であった…動きの素早さは、普通の俳優が三挙動かかるところを、一挙動のように動いた。なんでも、ずけずけずばずば表現する、そのスピード感は、従来の日本の俳優には無いものであった。しかも、驚くほど、繊細な神経と感覚を持っていた…めったに俳優に惚れない私も、三船には参った」と自伝で述べている[101]。
  - 三船の死に際して「こんなつらい思いをしたことはない」と述べ、過去の自分の作品は「どれも君がいなかったらできなかった」と、三船がいたからこその黒澤映画であったことを悲しみの気持ちと共に語った[82]。
  - 三船の葬式に次の弔電を贈った。「三船君の訃報を聞いて驚いています。具合が悪いと聞いていたので、三船君に会いたくてずっと気になっていた。会って、本当に素晴らしい役者だった、本当に君以上の俳優はいないと言いたかった。私が葬儀委員長を引き受けて、三船君らしく華やかに天国に送り出したい思いなのだが足腰を痛めて表に出られないので残念だ。急だったので、色々な思い出がいっぱいで気持ちがまだまとまらない。三船君、ありがとう、お疲れ様という気持ちです。黒澤明」[102]
- 熊井啓
「日本を代表する民間大使と言っても過言ではない」と評価した[103]。
- 橋本忍（脚本家）
「一言で言えば存在感の人である。三船ほどの俳優に会ったことがない」と評している。橋本の関わる作品の中では、『日本のいちばん長い日』での三船は、彼が一人いるだけで画面が引き締まると語った[51]。
- オーソン・ウェルズ
「三船氏の演技はスケールが大きく深みがある」と三船の演技を評価した[104]。
- オタール・イオセリアーニ
俳優業というものは概して個性を潰していくものであるが、三船は例外であり三船という役を演じていたと語る[105]。
- 宮崎駿
『七人の侍』の三船を、『もののけ姫』の主人公アシタカの人物設定の参考にしている[106]。
- 松林宗恵
「三船ちゃんは侍だから軍人の役をやる時は他の映画と掛け持ちしててもそれはそれこれはこれと、バッサリ髪を切ってくれた」と三船の映画に対する真摯な態度を称賛した[107]。

### 俳優
- 夏木陽介
夏木はテレビに出ると必ずと言っていい程、三船のエピソードを嬉しそうに話していた。「東宝の気さくな雰囲気は三船さんが作ったもの」と語る[65]。
- 森繁久彌、小林桂樹
森繁が「スターと呼ばれる人は数々いるけれど、僕たちの思うスターは、三船だね」と言い、小林はそれに大いに共感したという[108]。
- 美輪明宏
スポーツニッポンのコラム『明るい明日を』にて、「三船さんはもっと高い評価を受けるべき俳優です。日本の映画評論家やジャーナリストのほとんどが、三船さんは黒澤明監督の映画に出演したおかげで「世界のミフネ」になったと思っているようですが、それは大きな間違いです。本当は「世界のミフネ」がいたから黒澤監督は「世界のクロサワ」になれたのです。」、「整った顔立ちをした美男子で、存在感、バイタリティーがあり、さらにインテリジェンス、繊細さもありました。あの鋭い眼光、野太い声も魅力でした。」と評価した[37][109]。
- 尾崎英二郎
尊敬する俳優の一人に三船を挙げている[110]。
- タムリン・トミタ
三船と『ピクチャーブライド』で共演している。その経験を「あれは実にすばらしくユニークな経験だった。三船敏郎さんは神のような存在だからね。彼は謙虚で優雅でとにかくパワフルな人だったわ。“氣”を感じた。最高の俳優だった。」と言っている[110]。
- アーノルド・シュワルツェネッガー
『コナン・ザ・グレート』（1982年）で三船の演技を参考にした[97]。
- クリント・イーストウッド
三船の大ファンで、『用心棒』の三船の演技に影響を受けたことを公言している[97]。
- アラン・ドロン
三船をイメージして『samouraï（サムライ）』という名の香水を作った。日本のテレビ番組『SMAP×SMAP』出演時に「カッコイイ男性は?」と聞かれた時は「三船敏郎」と答え、「日本の兄」、「神のような存在」と評していた。
- イアン・マクシェーン
松崎悠希が『パイレーツ・オブ・カリビアン/生命の泉』に出演した時に、イアンと彼の尊敬する三船敏郎について「三船さんすごいよね」「存在感がすごいよね。あの存在感を出せる俳優は今の時代いないよ」と盛り上がった[111]。
- シンディ・ローパー
2007年のサマーソニックの特番でバックステージで三船美佳にインタビューを受けていた際に、通訳に三船敏郎の娘であることを耳打ちされるとびっくりして「あなたのお父さんの大ファンなの!」と感激した。なお彼女の息子も三船敏郎の大ファンで、4〜5歳の頃からビデオショップに行くと、「クロサワ!ミフネ!」と興奮するような子だったという[112]。
- 中村敦夫
三船について、役を「演じる」俳優ではなく、役に「なってしまう」俳優だと自著に記した[64]。
- ジョナサン・リース＝マイヤーズ
「僕にとって究極の“ナンバーワン監督”である黒澤明監督」と黒澤を評価するとともに「三船敏郎なんてものすごいリスクを冒してさまざまな役を演じている。まるで怪物のような役者だ」と語っている[113]。
- ハリソン・フォード
尊敬する映画人の一人に挙げており、来日の度に面談をしていた。
- ブルース・リー
生前、好んで観ていた映画が三船のサムライ映画であることが、未亡人の伝記本に記されている。

### 評論家
- 佐藤忠男
終戦後にデビューした三船について、「むき出しの野性と、見得を切る閑もなしに動く猛烈なスピードと、そして粗野な男くさいユーモアとでひとつの時代をつくり出した」と評した[114]。
- 白石かずこ
白石の著書である『ダイナミックな国際性』において「三船敏郎こそは、まさに時代の人、あの戦争という日本人のエネルギー、明日をも知れぬ不安を抱きながら魂の噴火の最も強烈だった時代そのものを全身で現すことのできる人だった。」、「戦後は、三船という幟をたてて日本の映画が縦横無尽に走った、繁栄していった時代だった」と評価している。
- 中野翠
『七人の侍』の菊千代（三船）が尻を丸出しにして死ぬシーンから、「黒澤明は菊千代という人物の、そして三船敏郎というスターの個性の核心を、あの悍馬のような尻と太ももに見ていたんだなと、改めて気がついた」と三船について分析をしている[115]。

## 受賞
三船は生涯に国内外で多くの栄誉を受けた。1986年には紫綬褒章、1993年には勲三等瑞宝章を受章し、1989年にはフランス政府から芸術文化勲章を与えられた。また、1986年にはカリフォルニア大学ロサンゼルス校から「国際的映画俳優として社会に貢献した」ことを称えられ、名誉学位にあたるUCLAメダルを与えられた（俳優ではローレンス・オリヴィエに次いで二人目の授与となる）。2016年にはハリウッド・ウォーク・オブ・フェームで星を獲得し、日本関係で4番目となるハリウッドの殿堂入りを果たした。
| 賞                           | 年     | 部門                                               | 作品名                                                    | 結果       | 出典    |
| ---------------------------- | ------ | -------------------------------------------------- | --------------------------------------------------------- | ---------- | ------- |
| ブルーリボン賞               | 1951年 | 主演男優賞                                         | 『馬喰一代』 『女ごころ誰か知る』                         | 受賞       | [ 120 ] |
| ブルーリボン賞               | 1961年 | 主演男優賞                                         | 『価値ある男』 『用心棒』                                 | 受賞       | [ 121 ] |
| ブルーリボン賞               | 1961年 | 特別賞                                             | -                                                         | 受賞       | [ 121 ] |
| ブルーリボン賞               | 1965年 | 主演男優賞                                         | 『赤ひげ』                                                | 受賞       | [ 122 ] |
| ブルーリボン賞               | 1966年 | 特別賞                                             | -                                                         | 受賞       | [ 123 ] |
| ブルーリボン賞               | 1987年 | 助演男優賞                                         | 『男はつらいよ 知床慕情』                                 | 受賞       | [ 63 ]  |
| 英国アカデミー賞             | 1955年 | 外国男優賞                                         | 『七人の侍』                                              | ノミネート | [ 124 ] |
| 毎日映画コンクール           | 1957年 | 男優主演賞                                         | 『蜘蛛巣城』 『下町』 『どん底』                          | 受賞       | [ 125 ] |
| 毎日映画コンクール           | 1987年 | 男優助演賞                                         | 『男はつらいよ 知床慕情』                                 | 受賞       | [ 126 ] |
| 毎日映画コンクール           | 1997年 | 特別賞                                             | -                                                         | 受賞       | [ 127 ] |
| キネマ旬報ベスト・テン       | 1961年 | 主演男優賞                                         | 『用心棒』 『大坂城物語』                                 | 受賞       | [ 128 ] |
| キネマ旬報ベスト・テン       | 1968年 | 主演男優賞                                         | 『黒部の太陽』 『祇園祭』 『連合艦隊司令長官 山本五十六』 | 受賞       | [ 129 ] |
| ヴェネツィア国際映画祭       | 1961年 | 男優賞                                             | 『用心棒』                                                | 受賞       | [ 7 ]   |
| ヴェネツィア国際映画祭       | 1965年 | 男優賞                                             | 『赤ひげ』                                                | 受賞       | [ 7 ]   |
| 日本映画記者会賞             | 1961年 | 最優秀男優賞                                       | 『用心棒』 『価値ある男』                                 | 受賞       | [ 130 ] |
| 日本映画記者会賞             | 1965年 | 最優秀男優賞                                       | 『赤ひげ』                                                | 受賞       | [ 130 ] |
| 芸術選奨文部大臣賞           | 1967年 | 映画部門                                           | -                                                         | 受賞       | [ 131 ] |
| フォトグラマス・デ・プラータ | 1967年 | 外国俳優賞                                         | 『赤ひげ』                                                | 受賞       | [ 132 ] |
| ゴールデン・アロー賞         | 1967年 | 大賞                                               | -                                                         | 受賞       | [ 133 ] |
| ゴールデン・アロー賞         | 1997年 | 特別賞                                             | -                                                         | 受賞       | [ 133 ] |
| プライムタイム・エミー賞     | 1980年 | 主演男優賞 （リミテッド・シリーズ/テレビ映画部門） | 『将軍 SHŌGUN』                                           | ノミネート | [ 134 ] |
| モントリオール世界映画祭     | 1985年 | 特別グランプリ                                     | -                                                         | 受賞       | [ 7 ]   |
| 日本アカデミー賞             | 1987年 | 助演男優賞                                         | 『男はつらいよ 知床慕情』 『竹取物語』                    | ノミネート | [ 135 ] |
| 日本アカデミー賞             | 1994年 | 会長特別賞                                         | -                                                         | 受賞       | [ 136 ] |
| 日本アカデミー賞             | 1997年 | 会長特別賞                                         | -                                                         | 受賞       | [ 137 ] |
| 牧野省三賞                   | 1987年 | -                                                  | -                                                         | 受賞       | [ 138 ] |
| 川喜多賞                     | 1988年 | -                                                  | -                                                         | 受賞       | [ 139 ] |
| 日本映画批評家大賞           | 1993年 | ゴールデン・グローリー賞                           | -                                                         | 受賞       | [ 140 ] |

## 音楽活動
シングル
山の男の唄（1956年5月発売、コロムビアレコード）
- 作詞：佐藤一郎、作曲：佐藤勝
2011年1月1日に発売された「決定盤 伝説を聴く」（日本コロムビア）にも収録されている[141]。

## 三船敏郎をモデルとした作品

### 漫画・アニメ・小説
- 拝一刀（子連れ狼）
- 三船剛（マッハGoGoGo）
『グラン・プリ』に出演した三船のオマージュ。
- 剣三十郎（青山剛昌短編集）
代表作『椿三十郎』の名前。また、同作品中で仲代というキャラと対決している。
- 椿丹十郎（落第忍者乱太郎）
『椿三十郎』をもとにしたキャラクター。
- ショーグン・ミフネ（勇者特急マイトガイン）
決め台詞は「男は黙ってぇ〜」。
- 菊千代（クレヨンしんちゃん 暗黒タマタマ大追跡）
『七人の侍』を元にしたキャラクターが登場。
- 電ボ三十郎、電ボ四十郎（おじゃる丸）
- ミフネ（NARUTO）
名刀“黒澤”を使って戦う鉄の国の侍大将。
- ミフネ（ソウルイーター）
多数の日本刀を駆使する流派「無限一刀流」の使い手である用心棒。
- ニルス・ショーン・ミフネ（BASTARD!! -暗黒の破壊神-）
先の魔操兵戦争における五英雄の一人。「ミフネ」は侍総大将（サムライ・ハイマスター）の称号である。
- 三船入道コーチ（新テニスの王子様）
テニスのコーチ。アニメの第7話にて隠し砦の三悪人で真壁六郎太が太平と又七に穴を掘らせる場面に酷似するシーンがある。
- 菊千代（花の菊千代）
- キクチヨ（SAMURAI 7）
農民出身者の機械のサムライ。機械であるが、人間よりも人間臭さを見せる。身の丈は普通の人間より一回り大きい。
- セッシュウ・ミフネ中将（無責任艦長タイラー）、（宇宙一の無責任男）
- 村上源之助（兎用心棒、ティーンエイジ・ミュータント・ニンジャ・タートルズ）
三船が演じた『用心棒』の三十郎のイメージキャラ。
- 飯沼誠次郎（東のエデン）
“平成の吉田茂”の異名を持つ内閣総理大臣。火中の栗を拾って、死に向かう日本を救おうとしたが、志半ばで死去する。三船が飯沼のモデルである。
- 宮本武蔵（鬼武者[142]）
2023年11月2日からNetflixで全世界配信予定のアニメ『鬼武者』の主人公である宮本武蔵は三船敏郎をモデルとしている。

### ゲーム
役名 / ゲームタイトル
- MIFUNE（ウィザードリィ）
敵モンスターの侍大将として登場。
- 三船徳川（HARAKIRI）
『将軍 SHŌGUN』で三船が徳川家康の役を演じたことに由来する。
- 三船敏郎（かまいたちの夜）
実名で三船敏郎として登場する。侍姿で主人公を斬り捨てる。とくにセリフはない。
- アーロン（ファイナルファンタジーX）
野村哲也が三船（『七人の侍』の菊千代）のフィギュアを参考にポーズ取りをして考案した。
- ミフネ（サクラ大戦V 〜さらば愛しき人よ〜）
剣の達人として登場。
- ミフネス司令（ジェットインパルス）
- 砂嵐三十郎（.hack）
- トシロー・カゴ（Fallout 3）
「Mothership Zeta」の登場人物の1人。エンジンコアにて冷凍保存されているサムライ。

### 映画
- トシロウ / ダイトウ（レディ・プレイヤー1）
三船敏郎をモデルとしてCGで再現されたキャラクター、メカニカルな鎧武者の姿で登場。スピルバーグが生前の三船と友人だったことから、彼の遺族に了承を得て登場が実現した。

### CM
- サントリー「胡麻麦茶・赤ひげ先生篇」（2017年10月1日 - ）
黒澤明監督作品「赤ひげ」をオマージュ。増田雄一が三船敏郎そっくりに演じた[143][144]。

## 演じた俳優
- 高嶋政宏
NHK BS4K『裕さんの女房』（2021年3月20日放送）